# Fredy Kunz (Schauspieler)
Fredy Kunz (* 2. Dezember 1944 in Zürich) ist ein Schweizer Schauspieler, Regisseur und Theaterleiter.

## Leben
Kunz absolvierte eine Lehre als Verkäufer, ehe er von 1962 bis 1964 als Eleve und Schauspieler bei der Gastspielbühne «Der Weg» von Hermann Budde mitwirkte. Er setzte seine Ausbildung zum Schauspieler bei Wolf Bosshard in Zürich und Linde Strube in Zollikon fort und stand ab 1966 in verschiedenen Theaterproduktionen auf der Bühne. Im Jahre 1968 spielte er am Corso-Theater in Zürich, am Schauspielhaus Zürich unter der Regie von Leopold Lindtberg in Die heilige Johanna der Schlachthöfe von Bertolt Brecht und 1969 am Opernhaus Zürich.
Er absolvierte zwei Tourneen und gastierte im Jahre 1971 am Theater Chur, 1970 und 1977 am Sommertheater Winterthur, 1972 am Theater Winterthur und ab 1970 als Schauspieler und Regisseur an Enzo Ertinis Gastspielbühne «Theater der Jungbrunnen» in Zürich, dessen Leitung er 1971 übernahm und bis 1977 innehatte. Mit diesem Theater trat er in Spitälern, Heimen und bei Veranstaltungen in Kirchengemeinden auf.
Sein Streben nach einem Gastspielbetrieb, der grössere Tourneen unternehmen und auch für Kinder spielen sollte, führte im Jahre 1977 gemeinsam mit Monika Wild zur Gründung des Gastspieltheaters Zürich.
Kunz wirkte in Spielfilmen und in Radio- und Fernsehproduktionen mit.
Seit 2003 betreibt Kunz das Einzelunternehmen «Favola Productions» (Theater- und Filmproduktion) in Steinmaur und ist bei verschiedenen Ensembles, zuletzt beim «Dramatischen Verein Oberegg» mit dem Stück «De Goldhamster» von Josef Brun, als Regisseur tätig.

## Repertoire (Auswahl)
- Martin Kübler in Die kleine Niederdorfoper von Paul Burkhard
- Dr. Fleischer in Der Biberpelz von Gerhart Hauptmann
- Enterich in Der Bettelstudent von Carl Millöcker

## Auszeichnungen
- 1989: Anerkennungspreis der Stiftung für Abendländische Ethik und Kultur
- Mehrmals 1. Preis «Das goldene Krönlein» der «Vereinigung zur Förderung des Zürcher Jugendtheaters» für die beste Hörspiel-CD des Jahres.